# Mercedes-Benz W 19
Der Mercedes-Benz W 19, genannt Typ 380 S, wurde in den Jahren 1932 und 1933 neben dem Mannheim 380 S angeboten.
Er hatte das gleiche-Fahrgestell mit 3200 mm Radstand und den seitengesteuerten Achtzylinder-Reihenmotor. Dieser Motor hat 3820 cm³ Hubraum und entwickelt 85 PS (62,5 kW) bei 3200/min., weshalb das Fahrzeug auch als „15/85 PS“ verkauft wurde. Im Unterschied zum Mannheim 380 S hatte der Wagen aber eine schraubengefederte Pendelachse hinten und eine Querblattfeder an der Vorderachse. Nachdem sich diese Konstruktion entscheidend von der des Baumusters W 10 unterschied, erhielt der neue Wagen auch eine andere Baumusterbezeichnung, die W 19.
Die Fahrzeuge, die als Cabriolets A, B oder C mit blattgefederten Starrachsen lieferbar waren, erreichen eine Höchstgeschwindigkeit von 120 km/h.
1933 wurde die Modellreihe durch den Typ 380 ersetzt.